# Veendam (gemeente)

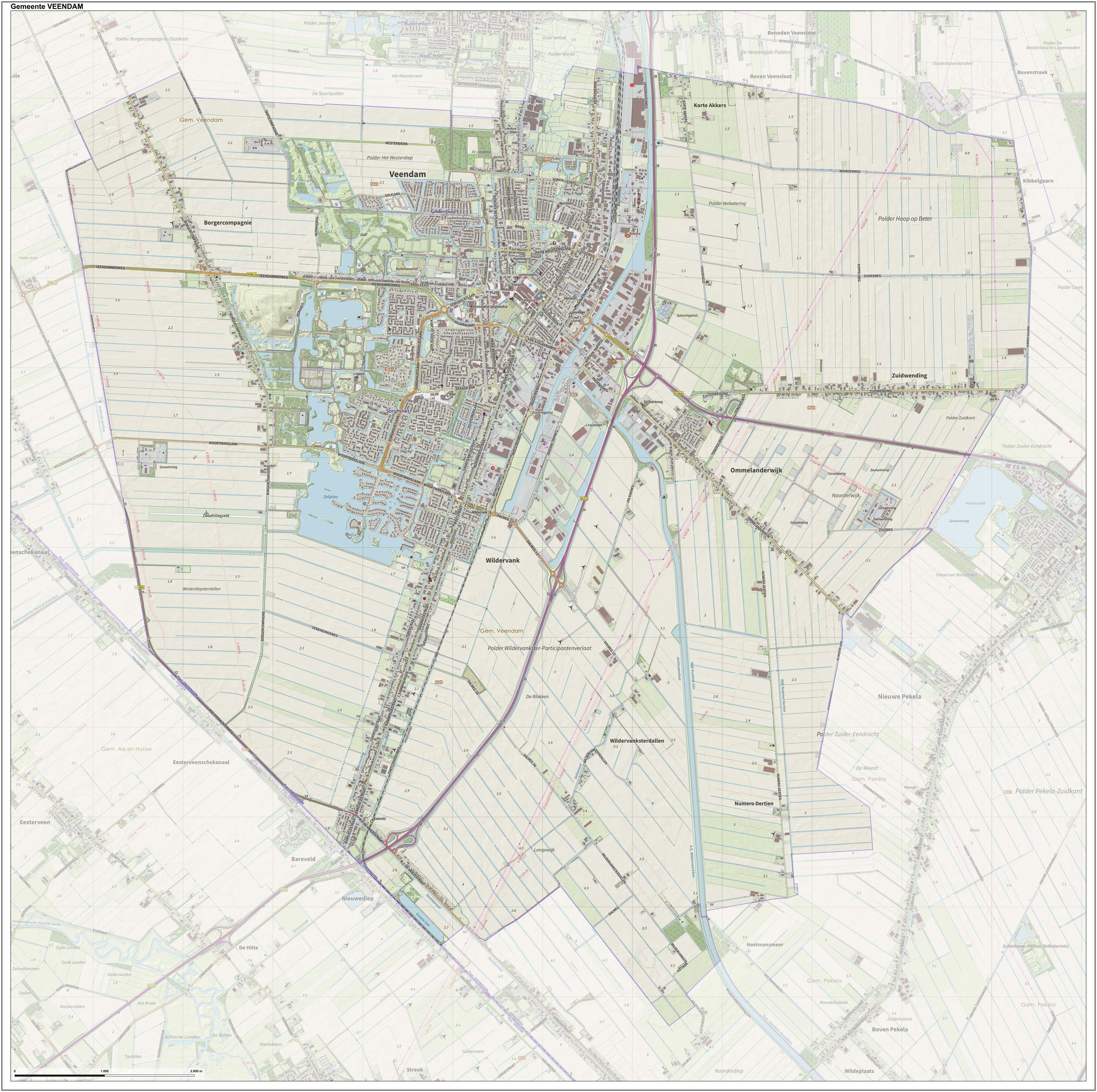
Topografische gemeentekaart van Veendam, september 2023

Veendam (uitspraakⓘ) is een gemeente in Noord-Nederland in de provincie Groningen. Per 22 november 2024 telt de gemeente 27.520 inwoners (bron: CBS). De gemeente heeft een oppervlakte van 78,7 km² (waarvan 2,6 km² water). De gemeente kreeg haar huidige grenzen in 1969, toen een deel van de voormalige gemeente Wildervank bij Veendam werd gevoegd.

## Indeling
De gemeente Veendam omvat ook de volgende plaatsen: Bareveld, Borgercompagnie (deels), Kibbelgaarn, Korte Akkers, Numero Dertien, Ommelanderwijk, Tripscompagnie (deels), Veendam, Westerdiepsterdallen, Wildervank, Wildervanksterdallen, Zuidwending.

## Bevolkingsontwikkeling
Veendam groeide in de jaren 70 en had daarna jarenlang een stabiele bevolking die schommelde boven de 28.000 inwoners. Vanaf 2005 heeft de gemeente echter te maken met een dalende bevolking.
- 1970 - 23.709
- 1975 - 25.872
- 1980 - 28.169
- 1985 - 28.551
- 1990 - 28.271
- 1995 - 28.315
- 2000 - 28.218
- 2005 - 28.250
- 2010 - 28.024
- 2013 - 27.914
- 2014 - 27.790
- 2015 - 27.695
- 2016 - 27.467
- 2017 - 27.527
- 2019 - 27.474
- 2020 - 27.387
- 2022 - 27.441
- 2024 - 27.517

(Bron: CBS)

## Politiek

### Gemeenteraad
De gemeenteraad van Veendam bestaat uit 21 zetels. Hieronder staat de samenstelling van de gemeenteraad sinds 1994:
| Partij                   | 1994 | 1998 | 2002 | 2006 | 2010 | 2014 | 2018 | 2022 |
| ------------------------ | ---- | ---- | ---- | ---- | ---- | ---- | ---- | ---- |
| GemeenteBelangen Veendam | 2    | 1    | 7    | 5    | 8    | 6    | 7    | 7    |
| PvdA                     | 8    | 10   | 6    | 10   | 6    | 4    | 4    | 4    |
| SP                       | -    | -    | -    | -    | -    | 4    | 3    | 3    |
| VUK                      | -    | -    | -    | -    | 1    | 2    | 2    | 2    |
| CDA                      | 3    | 3    | 2    | 2    | 1    | 2    | 1    | 1    |
| VVD                      | 3    | 4    | 3    | 2    | 2    | 1    | 1    | 1    |
| D66                      | 3    | 1    | 1    | -    | -    | 1    | 1    | 1    |
| ChristenUnie*            | -    | 1    | 1    | 1    | 1    | 1    | 1    | 1    |
| D66-GroenLinks           | -    | -    | -    | 1    | 2    | -    | -    | -    |
| P                        | 2    | -    | -    | -    | -    | -    | -    | -    |
| GroenLinks               | -    | -    | 1    | -    | -    | -    | 1    | -    |
| AOV/Unie 55+             | -    | 1    | -    | -    | -    | -    | -    | -    |
| Fractie Kenters          |      |      |      |      |      |      |      | 1    |
| Totaal                   | 21   | 21   | 21   | 21   | 21   | 21   | 21   | 21   |

* De ChristenUnie werd in 1994 en 1998 vertegenwoordigd door het GPV en de RPF, de voorgangers van de partij.
- Raadsgriffier: A.A. Swart
- Plaatsvervangend raadsgriffier: M. Westerhof

### College van B&W
Het college van burgemeester en wethouders bestaat sinds september 2024 uit:
- Burgemeester Annelies Pleyte: Bestuurlijke coördinatie en bestuurlijke organisatie, Algemeen bestuurlijke en juridische aangelegenheden, Openbare Orde, Veiligheid en Handhaving, Externe betrekkingen, voorlichting en communicatie, Intergemeentelijke en grensoverschrijdende aangelegenheden, Dienstverlening, Interne organisatie, Coördinatie Mijnbouw
- Wethouder en 1e locoburgemeester Henk Jan Schmaal: Financiën; Economische Zaken, vastgoed en grondbedrijf; Toerisme en recreatie; Ruimtelijke Ordening en ruimtelijke ontwikkeling; Sport; Centrumplan (projectportefeuille); Afronding Leer- en Sportpark (projectportefeuille); Invoering Omgevingswet (projectportefeuille); ICT-projecten (projectportefeuille GRID N.V.); Regionaal Woon- en leefbaarheidsplan (voor het deel wonen) (projectportefeuille)
- Wethouder en 2e locoburgemeester Ans Grimbergen: Wmo, welzijnsbeleid; Jeugdzorg en CJG; Beschermd wonen; Volksgezondheidsbeleid (w.o. GGD); Regie in het sociaal domein en daarin verbonden partijen; Armoedebestrijding; Burgerparticipatie, gebieds- en wijkgericht werken; Regionaal Woon- en leefbaarheidsplan (voor het deel leefbaarheid) (projectportefeuille)
- Wethouder en 3e locoburgemeester: Bert Wierenga; Verkeer en Vervoer; Beheer openbare ruimte; Groenbeleid, beheer en water; Afvalbeleid; Duurzaamheid; Milieu; Natuur; Energietransitie (projectportefeuille)

De gemeentesecretaris is Arend Castelein.

## Openbaar vervoer
Veendam heeft sinds 1 mei 2011 weer een treinverbinding met Groningen. De lijn wordt 2x per uur bediend door Arriva.
- Veendam - Zuidbroek - Hoogezand-Sappemeer - Martenshoek - Kropswolde - Groningen Europapark - Groningen

Alle busdiensten in Veendam worden uitgevoerd door Qbuzz of door De Grooth Vervoer.
| Lijn | Route                                                               | Vervoerder |
| ---- | ------------------------------------------------------------------- | ---------- |
| 13   | Veendam - Muntendam - Meeden - Westerlee - Heiligerlee - Winschoten | Qbuzz      |
| 23   | Veendam - Nieuwe Pekela - Oude Pekela - Winschoten                  | Qbuzz      |
| 71   | Veendam - Wildervank - Bareveld - Stadskanaal                       | Qbuzz      |
| 171  | Veendam - Borgercompagnie - Kielwindeweer - Hoogezand - Groningen   | Qbuzz      |
| 174  | Veendam - Muntendam - Zuidbroek                                     | Qbuzz      |
| 310  | Veendam - Wildervank - Gieten - Rolde - Assen                       | Qbuzz      |
| 510  | Buurtbus: Station - Centrum - Parkflat - Skagerrak - Wildervank     | De Grooth  |

## Aangrenzende gemeenten
| Aangrenzende gemeenten | Aangrenzende gemeenten | Aangrenzende gemeenten | Aangrenzende gemeenten | Aangrenzende gemeenten |
| ---------------------- | ---------------------- | ---------------------- | ---------------------- | ---------------------- |
| Midden-Groningen       |                        |                        |                        |                        |
|                        |                        |                        |                        |                        |
|                        | Pekela                 |                        |                        |                        |
|                        |                        |                        |                        |                        |
| Aa en Hunze (Dr)       |                        |                        |                        | Stadskanaal            |

## Geboren in de gemeente Veendam
- Hendrik de Cock (12 april 1801), stond als predikant aan de basis van de afscheiding der 'gereformeerde kerken' in 1834
- Willem Vroom (5 september 1850), grondlegger warenhuisketen Vroom & Dreesmann (met zwager Anton Dreesmann)
- Ruurt Hazewinkel Jzn. (17 november 1855), oprichter dagblad Nieuwsblad van het Noorden
- Egbert Wagenborg (1866), grondlegger transport- en scheepvaartbedrijf 'Koninklijke Wagenborg'
- Herman Mees (19 september 1880), portretschilder
- Bart Peizel (6 augustus 1887), kunstschilder
- Johan Hendrik Smith (17 april 1891), hoofdcommissaris van politie in Nederlands-Indië
- Herman Johannes Lam (3 januari 1892), Nederlands botanicus
- Evert van Linge (19 november 1895), architect en Nederlands voetbalinternational
- Johannes Kippers (23 juni 1899), verzetsstrijder
- Henri Landheer (27 april 1899), marathonloper
- Hendrik Jacob Keuning (8 juni 1904), sociaalgeograaf en hoogleraar
- Marius Duintjer (22 december 1908), architect van onder andere Schiphol en de Nederlandsche Bank, hoogleraar architectuur
- Koos Schuur (4 oktober 1915), schrijver
- Geert Schreuder (3 januari 1949), kunstschilder
- Sineke ten Horn (4 juni 1951), politica, Eerste Kamerlid SP en hoogleraar
- Helmer Koetje (18 maart 1953), politicus, Tweede Kamerlid CDA (1986-1994) en burgemeester
- Sylvia Wortmann (31 maart 1956), lid Raad van State en hoogleraar
- Bert Romp (4 november 1958), springruiter en later bondscoach springruiters, lid gouden springruitersteam Olympische Spelen 1992
- Wim Pijbes (9 oktober 1961), kunsthistoricus, directeur Rijksmuseum Amsterdam en Kunsthal Rotterdam
- Anneke Venema (19 januari 1971), roeister
- Linda Moes (24 september 1971), olympisch zwemster 1988
- Peter Windt (3 mei 1973), hockeyinternational, olympisch goud 2000, Champions Trophy 1998/2000
- Arjan Ebbinge (6 december 1974), voetballer
- Renate Groenewold (8 oktober 1976), schaatsster, wereldkampioen allround 2004, olympisch zilver 2002
- Richard Veenstra (29 juni 1981), componist
- Niels Scheuneman (21 december 1983), wielrenner
- Ingo Bos (10 oktober 1984), Nederlandse schaatsduitser
- Henk Grol (14 april 1985), judoka, Europees kampioen, olympisch brons 2008 en 2012
- Jeroen Zoet (6 januari 1991), voetballer

## Monumenten
In de gemeente zijn er een aantal rijksmonumenten, gemeentelijke monumenten, en oorlogsmonumenten, zie:
- Lijst van rijksmonumenten in Veendam (gemeente)
- Lijst van gemeentelijke monumenten in Veendam (gemeente)
- Lijst van oorlogsmonumenten in Veendam